# Rupert Smith
Pour les articles homonymes, voir Smith.
Rupert Anthony Smith est un officier de l'armée britannique né en 1943.
Il participe à la guerre du Golfe, au conflit nord-irlandais et à la guerre de Bosnie-Herzégovine. Il est commandant suprême adjoint des forces alliées en Europe de 1998 à 2001.
Il est l'auteur d'un livre sur la stratégie militaire nommé The Utility of Force (en) (2005).